# 天津钢管集团
天津鋼管集團股份有限公司簡稱天津鋼管或天管，俗称天津大无缝以區別天津市其餘的无缝鋼管廠，是一間中國地方合资企业，由中信泰富特钢集团控股51.02%，天津市人民政府國有資產監督管理委員會經津融集团擁有48.98%。天津钢管集團的總部位於天津市東麗區津塘公路396號。天管被譽為繼特纳瑞斯和瓦卢瑞克後世界第三大无缝鋼管製造商。

## 歷史
天津鋼管集團股份有限公司的前身是天津无缝钢管总厂，是中國第八個五年計劃的重點工程之一。1999年天津钢管集团有限责任公司成為債轉股試點，由中國財政部四大國有金融資產管理公司擁有全部股權。2003年90%股權轉讓至天津市市屬企業天津钢管投资控股有限公司(簡稱天津钢管控股)。2004年57%股權又從天津钢管控股轉讓至泰達控股。2007年渤海产业投资基金向天津钢管控股收購5.73%股權。
2009年天管與太钢不锈钢合資成立天津天管太钢焊管，又成立了天津太钢天管不锈钢。
2010年天津钢管控股成為渤海钢铁集团全資子公司，故此渤海钢铁集团間接成為天津鋼管集團的第二大股東(最終控制方仍為天津市國資委)。2016年渤海钢铁集团解散，天津渤海国有资产经营管理有限公司接管天津钢管控股，成為天津鋼管集團第二大股東。
2019年11月天津钢管引入上海电气集团作为战略投资者，成为公司控股股东。
2021年1月，中信泰富特钢集团投资4亿元参股天津钢管，并全面参与天津钢管的经营管理。2023年1月，中信泰富特钢集团对天津钢管实现控股。

## 子公司
- 天津钢管美國 (100%)
- 天津大无缝投资有限公司 (99.05%)
  - 天津太钢天管不锈钢有限公司 (35%, 第二大股東)[5]

## 代表人物
董事長
- 孙宁豫(?－2007)
- 刘云生 (2007－?)[6]
- 李强[7]
- 曹敏（2019 - ）（上海电气电站集团总裁）

总经理
- 刘云生 (?－2007)
- 严泽生 (2007－?)

## 外部連結
- http://www.tpco.com.cn/（页面存档备份，存于）